# Memoriał Alfreda Smoczyka 2018
Memoriał Alfreda Smoczyka 2018 – 68. edycja turnieju, który odbył się 13 maja 2018 roku w Lesznie, miał na celu upamiętnienie polskiego żużlowca Alfreda Smoczyka, który zginął tragicznie w 1950 roku. Turniej wygrał Przemysław Pawlicki.

## Wyniki
- Leszno, 13 maja 2018
- Sędzia: Krzysztof Meyze
- NCD: Bartosz Smektała – 62,69 w wyścigu 1

| Msc. | Zawodnik             | Klub         | Pkt  |             |  |
| ---- | -------------------- | ------------ | ---- | ----------- |  |
| 1    | Przemysław Pawlicki  | Grudziądz    | 12+3 | (2,2,3,2,3) |  |
| 2    | Brady Kurtz          | Australia    | 12+2 | (3,0,3,3,3) |  |
| 3    | Dominik Kubera       | Leszno       | 12+1 | (2,2,3,3,2) |  |
| 4    | Bartosz Smektała     | Leszno       | 11   | (3,1,1,3,3) |  |
| 5    | Norbert Kościuch     | Łódź         | 10   | (1,3,1,3,2) |  |
| 6    | Kacper Gomólski      | Zielona Góra | 10   | (3,3,1,2,1) |  |
| 7    | Tomasz Jędrzejak     | Rzeszów      | 10   | (3,1,2,2,2) |  |
| 8    | Jason Doyle          | Australia    | 8    | (0,3,2,1,2) |  |
| 9    | Krzysztof Buczkowski | Grudziądz    | 7    | (1,2,2,1,1) |  |
| 10   | Adrian Miedziński    | Częstochowa  | 6    | (2,3,1,0,d) |  |
| 11   | Grzegorz Zengota     | Zielona Góra | 6    | (2,1,0,2,1) |  |
| 12   | Piotr Protasiewicz   | Zielona Góra | 5    | (0,2,3,d,0) |  |
| 13   | Krystian Pieszczek   | Grudziądz    | 4    | (0,0,0,1,3) |  |
| 14   | Wiktor Trofimow      | Leszno       | 4    | (1,0,2,1,0) |  |
| 15   | Jaimon Lidsey        | Australia    | 2    | (0,1,0,d,1) |  |
| 16   | Damian Baliński      | Rawicz       | 1    | (1,u,0,0,0) |  |

Bieg po biegu
1. [62,69] Smektała, Pawlicki, Trofimow jr, Pieszczek
2. [63,38] Jędrzejak, Kubera, Kościuch, Doyle
3. [63,38] Kurtz, Zengota, Baliński, Protasiewicz
4. [63,56] Gomólski, Miedziński, Buczkowski, Lidsey
5. [64,13] Gomólski, Kubera, Smektała, Kurtz
6. [63,00] Doyle, Buczkowski, Zengota, Trofimow jr
7. [65,34] Miedziński, Protasiewicz, Jędrzejak, Pieszczek
8. [64,19] Kościuch, Pawlicki, Lidsey, Baliński (u)
9. [64,75] Protasiewicz, Doyle, Smektała, Lidsey
10. [63,87] Kubera, Trofimow jr, Miedziński, Baliński
11. [63,94] Kurtz, Buczkowski, Kościuch, Pieszczek
12. [63,44] Pawlicki, Jędrzejak, Gomólski, Zengota
13. [64,06] Smektała, Jędrzejak, Buczkowski, Baliński
14. [64,25] Kościuch, Gomólski, Trofimow jr, Protasiewicz (d)
15. [64,03] Kubera, Zengota, Pieszczek, Lidsey (d)
16. [64,63] Kurtz, Pawlicki, Doyle, Miedziński
17. [64,31] Smektała, Kościuch, Zengota, Miedziński (d)
18. [64,75] Kurtz, Jędrzejak, Lidsey, Trofimow jr
19. [65,31] Pieszczek, Doyle, Gomólski, Baliński
20. [64,19] Pawlicki, Kubera, Buczkowski, Protasiewicz

### Bieg dodatkowy o 1. miejsce
1. [64,37] Pawlicki, Kurtz, Kubera